# Eremopterix australis
Eremopterix australis е вид птица от семейство Чучулигови (Alaudidae).

## Разпространение
Видът е разпространен в Ботсвана, Намибия и Южна Африка.